# Пантир (эсминец)
D-72 «Пантир» (греч. Πάνθηρ, пантера) — греческий эскадренный миноносец, принимавший участие в Балканских войнах, Первой мировой и Второй мировой войнах.

## Строительство
Первоначально эсминец, как и три других корабля серии, был заказан на верфи Cammell Laird в Ливерпуле военно-морским флотом Аргентины и наречён «Сантьяго» (исп. Santiago).
В 1912 году, накануне Балканских войн почти готовые к сдаче корабли были в срочном порядке выкуплены правительством Греции по цене 148 000 фунтов каждый. Другими кораблями этой серии эсминцев были «Леон» (греч. Λέων, лев), «Иэракс» (греч. Ιέραξ, сокол) и «Аэтос» (греч. Αετός, орёл). В греческом флоте за этими эсминцами закрепилось название «звери» (греч. Θηρία, звери, хищники).

## Служба
Корабль был перегнан иностранным экипажем из Англии в Палермо, Сицилия, где его принял греческий экипаж.
В ходе Балканских войн были приобретены только основные боеприпасы (3000 снарядов). В силу того что флот не мог обеспечить эти корабли торпедами, они назывались в этот период не эсминцами, а разведывательными кораблями. 3/16 декабря 1912 года, «Пантир» вместе с другими тремя «зверями» в составе греческого флота, ведомого броненосцем «Авероф» под командованием адмирала Кунтуриотиса, принял участие в победе над турецким флотом у Элли.
9/22 декабря все четыре «зверя» и подводная лодка «Дельфин» приняли участие в скоротечном морском бое, перехватив пытавшихся выйти из Дарданелл турецкий крейсер «Меджидие» и четыре турецких эсминца. В ходе этого боя Дельфин произвёл первую в мировой истории торпедную атаку подводной лодки против «Меджидие». «Звери», наряду с 4 греческими броненосцами и 5 эсминцами, приняли участие в последовавшей греческой победе над турецким флотом у Лемноса, после которой турецкий флот не посмел более выйти из проливов.
12/25 марта 1913 года «Пантир» был в составе эскорта кораблей, сопровождавщих королевскую Амфитрити IV, с телом убитого в македонской столице короля Георга.
В годы Первой мировой войны эсминец с опозданием был задействован в военных операциях Антанты, по причине первоначального нейтралитета Греции. Все четыре «Зверя» были конфискованы союзниками в октябре 1916 года, были переданы французам в ноябре и были в составе французского флота в период 1917-18. В 1918 году корабли были возвращены Греции в плачевном состоянии и понадобилось много усилий экипажей чтобы привести их в надлежащее состояние для выполнения задач связанных с сопровождением конвоев. 
Эсминец принял участие в эвакуации греческого населения из России в ходе гражданской войны в России, вместе с броненосцами «Килкис» и «Лимнос» и эсминцем «Леон», оставаясь 263 дня в Чёрном море. Прикрывал эвакуацию сил союзников из Севастополя в апреле 1919 года.
Эсминец также принял участие в малоазийском походе греческой армии (1919—1922) поддерживая высадку греческой армии в Мраморном море и на малоазийском побережье Эгейского моря.
После войны «Пантир» прошёл модернизацию в период 1925—1927. В 1925 году в Англии его 4 твердотопливных котла и 1 котёл на мазуте были заменены на 4 котла «Ярроу». Одновременно изменился и его силуэт: пять дымовых труб были заменены двумя. 
Эсминец был среди кораблей греческого флота, сумевших перейти на Ближний Восток после вторжения войск нацистской Германии в Грецию в апреле 1941 года. 3 августа 1941 года, перед переходом в Индию на ремонт и находясь в Суэце, «Пантир» подвёргся авиационной атаке, в ходе которой погиб 1 член экипажа. «Пантир» продолжил своё участие в Второй мировой войне, в сотрудничестве с британским королевским флотом, участвуя в конвоях и операциях в Индийском океане. В период с мая по февраль 1942 года на эсминце была осуществлена модернизация вооружения в Калькутте. После окончания войны «Пантир» вернулся в Грецию и был выведен из состава флота в 1946 году.

## Наследники
- Пантир II (эсминец). Вошёл в состав флота в 1951 году.